# Kim Possible
Kim Possible (tạm dịch: Kim Khả thi) là loạt phim hoạt hình ăn khách dành cho tuổi teen của kênh Disney Channel, nội dung phim nói về Kim Possible, cô là một học sinh trung học và là đội trưởng đội cổ vũ của trường Middleton. Nhờ vào những kĩ năng tác chiến và với sự giúp đỡ của Ron - người bạn trai, Wade - thiên tài máy tính và Rufus - chú chuột trũi trụi lông, Kim đã liên tục giải cứu thế giới khỏi các âm mưu thống trị.
Chính thức phát sóng từ năm 2002 đến năm 2007, Kim Possible là loạt phim hoạt hình dài nhất của Disney Channel cho đến khi bị vượt qua bởi Phineas and Ferb.

## Âm nhạc
- Call me, Beep me (thể hiện:Christina Millian)
- Naked mole rat (thể hiện:Will Friedle)
- Could It Be (thể hiện:Christy Carlson Romano)
- Kiss the girl (thể hiện:Ashley Tisdale)
- Say the world (thể hiện:Christy Carlson Romano)

## Các tập phim
| Mùa   | Số tập | Buổi đầu         | Buổi cuối        |
| ----- | ------ | ---------------- | ---------------- |
| Mùa 1 | 21     | 7 Tháng 6, 2002  | 16 Tháng 5, 2003 |
| Mùa 2 | 32     | 18 Tháng 7, 2003 | 5 Tháng 8, 2004  |
| Mùa 3 | 12     | 25 Tháng 9, 2004 | 10 Tháng 6, 2006 |
| Mùa 4 | 22     | 10 Tháng 7, 2007 | 7 Tháng 9, 2007  |

#### Trò chơi
- Disney's Kim Possible: Revenge of Monkey Fist
- Disney's Kim Possible 2: Drakken's Demise
- Disney's Kim Possible 3: Team Possible
- Disney's Kim Possible: Kimmunicator
- Disney's Kim Possible: What's the Switch?
- Disney's Kim Possible: Global Gemini

## Nội dung chính
Kim Possible là một học sinh trung học và là đội trưởng đội cổ vũ của trường Middleton. Nhờ vào những kĩ năng tác chiến và với sự giúp đỡ của Ron - người bạn trai, Wade - thiên tài máy tính và Rufus - chú chuột trũi trụi lông, Kim đã liên tục giải cứu thế giới khỏi các âm mưu thống trị. Vì hay giúp đỡ mọi người nên lúc nào Kim cũng có phương tiện để đi lại. Kim luôn có một ý nghĩ hơi quá tự tin, đó là: "I Can Do Anything" ("Tôi có thể làm tất cả mọi việc"). Kim luôn mang theo người chiếc bộ đàm do Wade tặng để báo cho cô các sự việc khẩn cấp ở mọi nơi trên thế giới. Do đó, Kim có thể giải quyết mọi việc một cách khá nhanh chóng và kịp thời. Luôn sát cánh bên cô còn có Ron Stoppable, bạn trai của Kim từ hồi còn bé tí. Ron có tính cách rất trẻ con và cậu luôn làm người xem cảm thấy vui vẻ với tính cách đó. Mặc dù được Drakken, Shego, Monkey Fist (kẻ thù của Kim) "biết đến" như là đồng đội của Kim nhưng rất hiếm khi Ron giúp được Kim. Thay vào đó, nhân vật khiến kẻ xấu phải sợ hãi, nao núng lại là chú chuột trụi lông Rufus. Chỗ ở của chú ta là trong nhà Ron và lúc nào chú cũng nằm trong túi quần của anh chàng học sinh trung học này.

### Nhân vật chính

#### Kim Possible
Là nữ anh hùng thiếu niên nổi tiếng trong việc bảo vệ công lý toàn cầu. Cô là đội trưởng đội cổ vũ cho đội bóng của trường là Mad Dog. Việc cứu nhân loại thỉnh thoảng cũng làm cô mệt mỏi và hầu như không thể kiểm soát được công việc của mình. Tên đầy đủ của cô là Kimberly Ann Possible. Cô không phải che giấu thân phận của mình là một điệp viên.
Kim Possible do ca sĩ Christy Carlson Romano lồng tiếng.

#### Ron Stoppable
Là bạn thân của Kim từ khi cả hai còn học mẫu giáo. Tính tình hậu đậu, vụng về, nói về chạy là số một(nhờ có chạy mới có thể trở thành linh vật của Mad Dog) trẻ con, rất thích ăn đồ ăn ở cửa hàng Bueno Naco (có lần bị biến thành quái vật vì ăn quá nhiều thức ăn ở Bueno Naco), linh vật của Mad Dog. Có một đặc điểm là rất sợ khỉ. Điều này rất dễ hiểu, vì lần cắm trại tại trại Muốn Khóc, cậu đã ở chung phòng với một con khỉ là linh vật của trại. Nghịch lý thay, cậu lại sở hữu sức mạnh của khỉ. Là bạn trai của Kim sau này.
Ron Stoppable do Will Friedle lồng tiếng.

#### Rufus
Chú chuột trụi lông mà Ron mua ở Smarty Mart. Rất thông minh, tính tình giống chủ. Rufus luôn đi theo Ron mỗi khi cứu thế giới và thỉnh thoảng cũng là vị cứu tinh của cả nhóm lúc nguy cấp.
Rufus do Nancy Cartwrite lồng tiếng.

#### Wade
Thiên tài máy tính 10 tuổi. Là chuyên gia máy tính của Kim, rất là thích Monique, luôn thông báo các thông tin quan trọng cho Kim và báo cho Kim địa điểm của kẻ xấu. Là người chế tạo tất cả các dụng cụ cho Kim như máy bộ đàm, thỏi son lade và một bộ đồ đặc biệt trong tập So the drama.... Đã tốt nghiệp đại học
Wade do Tahj Mowry lồng tiếng.

### Gia đình của Kim

#### Tim và Jim
Là cặp song sinh, em của Kim. Rất quậy phá. Luôn nghĩ ra nhiều trò để quấy rối chị của mình. Tuy nhiên, do thừa hưởng đặc tính thông minh của gia đình, đây cũng là cặp song sinh thiên tài, sáng chế ra nhiều thứ, nhất là tên lửa.
Tim và Jim do Shaun Flemminglồng tiếng.

#### Dr. James Possible
Cha của Kim, là một nhà khoa học nghiên cứu về tên lửa. Tên đầy đủ của ông là James Timothy Possible.
Dr. James Possible do Gary Cole lồng tiếng.

#### Dr. Ann Possible
Mẹ của Kim, bác sĩ mổ não, lúc nào cũng đưa ra nhưng lời khuyên khi Kim cần.
Dr. Ann Possible do Jean Smart lồng tiếng.

### Những người trong trường

#### Mr. Barkin
Là một người thầy luôn khắt khe với học sinh(nhất là Ron). Ông gặp Kim trong buổi phạt khi Kim học muộn.
Mr. Barkin do Patrick Warburton lồng tiếng.

#### Bonnie
Là một thành viên của đội cổ vũ, luôn luôn là người gây khó dễ cho Kim.
Bonnie do Kirsten Storms lòng tiếng.

#### Monique
Cô bạn thân của Kim, học giỏi và luôn quan tâm tới bạn bè, làm ở Club chuối.
Monique do Raven-Symoné lồng tiếng.
.

### Kẻ xấu

#### Dr. Drakken
Luôn luôn có âm mưu phá huỷ thế giới và thống trị thế giới nhưng luôn bị Kim đánh bại.
Dr. Drakken do John DiMaggio lồng tiếng.

#### Shego
Trước đây là thành viên của đội Go nhưng đã rời khỏi nhóm mà theo Dr. Drakken. Cô có sức mạnh màu xanh và là kẻ thù truyền kiếp với Kim(nhưng Shego không muốn ai khác đánh bại Kim mà là chính mình.)
Shego do Nicole Sullivan lồng tiếng.

#### Monkey Fist
Là một võ sư khỉ, cũng là kẻ thù của Ron từ lúc Ron lấy được bức tượng khỉ và có được sức mạnh của khỉ.Hắn có nhiều sức mạnh và võ thuật của khỉ.
Monkey Fist do Tom Kanelồng tiếng.

#### Duff Killigan
Là kẻ thích đánh golf và luôn tạo ra kế hoạch xấu xa về golf.
Duff Killigan do Brian George lồng tiếng.

#### Professor Dementor
Là kẻ thù của Kim, luôn lặp ra kế hoạch để lấy được bộ đồ đặc biệt của Kim để thống trị thế giới.
Professor Dementor do Patton Oswalt lồng tiếng.

#### Sr. Senior, Jr
Là con trai của Sr.Senior, Sr, thích liên kết với Shego để tạo kế hoạch xấu xa để làm bố của hắn tự hào về hắn, sau này là bạn trai của Bonnie.
Sr. Senior, Jr do Nestor Carbonell lồng tiếng.

#### Sr. Senior, Sr
Là một trong những người giàu có nhất thế giới và là bố của Sr.Senior, Jr, luôn tự hào về con mình và có những người bạn giàu có (những người bạn của ông từng bị Shego bắt và đòi tiền chuộc của Kim).
Sr. Senior, Sr do Ricardo Montalban và Earl Boen lồng tiếng.

#### Motor Ed
Là em của Drakken, thích Shego và đua xe ô tô, rất giỏi về chế tạo xe kết hợp với tên lửa, luôn thích đùa với Shego và chuyên bị Shego đánh mỗi khi tán tỉnh và đùa với cô ấy.
Motor Ed do John DiMaggio lồng tiếng.

#### Camille Léon
Là kẻ chuyên giả trang người nổi tiếng và chuyên ăn cắp kim cương.
Camille Léon do Ashley Tisdale lồng tiếng.